# Le Jardin du mal
Pour les articles homonymes, voir The Garden.
Pour plus de détails, voir Fiche technique et Distribution.
Le Jardin du mal (The Garden) est un film américain réalisé par Don Michael Paul, sorti en 2006.

## Synopsis
Un père et son fils sont en voyage. Hébergé par un vieux fermier, ils ne se doutent pas que celui-ci à des intentions maléfiques à leur égard.

## Fiche technique
- Titre : Le Jardin du mal
- Titre original  : The Garden
- Réalisation : Don Michael Paul
- Scénario : Samuel Vartek
- Musique : Jon Lee
- Photographie : Thomas L. Callaway (en)
- Montage : Vanick Moradian
- Production : Stephen J. Cannell et Michael Dubelko
- Société de production : Havilah Production
- Société de distribution : Anchor Bay Entertainment (États-Unis)
- Pays :  États-Unis
- Genre : Drame, horreur et thriller
- Durée : 92 minutes
- Dates de sortie : 
  -  États-Unis : 17 mars 2006 (Brussels Film Festival)

## Distribution
- Lance Henriksen : Ben Zachary
- Brian Wimmer : David
- Adam Taylor Gordon : Sam
- Claudia Christian : Dr. Cairns
- Sean Young : Miss Grace Chapman
- Victoria Justice : Holly
- Erik Walker : Jesse